# Paris-Dieppe
Paris-Dieppe est une course cycliste amateurs française disputée de 1895 à 1958 entre Paris et Dieppe,.

## Palmarès
| Année     | Vainqueur                           | Deuxième                            | Troisième                           |
| --------- | ----------------------------------- | ----------------------------------- | ----------------------------------- |
| 1895      | A. Boinet                           | Plater                              | Quignolot                           |
| 1896      | Émile Ouzou                         | Léon Ohresser Henri Desgranges      | Jean Chastanié Géo Duchamps         |
| 1897      | Ph. de Marne                        | A. Degré                            | Madec Duchamps                      |
| 1898      | Émile Ouzou                         | J. Lecomte                          | Ferdinand Mion                      |
| 1899      | Ferdinand Mion                      | René Beauquesne                     | P. L. Lochon                        |
| 1900      | Louis Lefebvre                      | Henri Charbonnier                   | Mathias                             |
| 1902      | Eugène Forestier                    | Gaston Tuvache                      | Paul Armbruster                     |
| 1903      | Marcel Cadolle                      | René Pottier                        | Eugène Bernaud                      |
| 1904      | Marcel Lécuyer                      | Marcel Cadolle                      | Gustave Garrigou                    |
| 1905      | Gustave Garrigou                    | Georges Passerieu                   | Marcel Cadolle                      |
| 1906      | Philippe Leroux Page                |                                     | Maurice Bardonneau                  |
| 1907      | Henri Lignon                        | Louis Trousselier                   | Ernest Ricaux                       |
| 1908      | Auguste Sabatier                    | Octave Lapize                       | Bonnet                              |
| 1909      | Marcel Godard                       | Gaston Degy                         | Dubois                              |
| 1909 FCAF | A. Thomann                          | Loison                              | Jobary                              |
| 1910      | Georges Perette                     | E. Philippe                         | Fère                                |
| 1911      | Honoré Barthélémy                   | Enguerrand                          | André Capelle                       |
| 1913 SDC  | A. Bonnet                           |                                     |                                     |
| 1913      | Arsène Alancourt                    | Frank Henry                         | Félix Goethals                      |
| 1914-1918 | Pas organisé                        | Pas organisé                        | Pas organisé                        |
| 1919      | Jean Hillarion                      | Hubert Trebis                       | Robert Constantin                   |
| 1920      | Roger Kleber                        | Jean Brunier                        | Paul Delbart                        |
| 1921      | Double classement - Voir sous-titre | Double classement - Voir sous-titre | Double classement - Voir sous-titre |
| 1922      | René Hamel                          | Maurice Bonney                      | André Leducq                        |
| 1923      | Georges Paillard                    | René Hamel                          | Maurice Bonney                      |
| 1924      | André Devauchelle                   | Raymond Beyle                       | Robert Driancourt                   |
| 1925      | Marc Bocher                         | Jules Lenoir                        | Hector Denis                        |
| 1926      | Jean Lasbordes                      | Vottier                             | André Raynaud                       |
| 1926 UVF  | Onésime Boucheron                   | André Bertin                        | Travaden                            |
| 1927      | René Bessières                      | Morin                               | Gerut                               |
| 1927 UVF  | Léon Fichot                         | Lazare Venot                        | Fañch Favé                          |
| 1928      | Pierre Hirschinger                  | René Bessières                      | Léon Le Calvez                      |
| 1929      | André Trantoul                      | Aimé Landrieux                      | Angelo Bianchi                      |
| 1930      | Maurice Bourbon                     | Henri Mouillefarine                 | Philippe Bono                       |
| 1931      | René Le Grevès                      | Henri Mouillefarine                 | Robert Rigaux                       |
| 1932      | Roger Jacquelin                     | René-Paul Corallini                 | Robert Tanneveau                    |
| 1933      | Amédée Fournier                     | Raymond Horner                      | André Deforge                       |
| 1934      | René Debenne                        | Jules Rossi                         | Bruno Carini                        |
| 1935      | Antoine Pompillo                    | Guy Lapébie                         | Gino Sciardis                       |
| 1936      | Edmond Browaeys                     | Robert Charpentier                  | Robert Dorgebray                    |
| 1937      | Elia Frosio                         | Roger Le Nizerhy                    | Joseph Goutorbe                     |
| 1938      | Pierre Tacca                        | Camille Danguillaume                | Édouard Muller                      |
| 1939      | Elia Frosio                         | Guy Terrones                        | Roger Chupin                        |
| 1940-1947 | Pas organisé                        | Pas organisé                        | Pas organisé                        |
| 1948      | André Levent                        | Jean Hennebelle                     | Robert Lacour                       |
| 1949      | Robert Debrand                      | Robert Grenier                      | Pierre Socquin                      |
| 1950      | Henri Andrieux                      | Stanislas Bober                     | Marcel Huber                        |
| 1951      | Raymond Plaza                       | Gilbert Martin                      | Georges Bourgeois                   |
| 1952      | André Henry                         | Georges Bourgeois                   | Jacques Bunel                       |
| 1953      | Raymond Plaza                       | Roger Moreau                        | Gérard Pujol                        |
| 1954      | André Mézière                       | Guy Roublique                       | Guy Badinot                         |
| 1955      | André Lemoine                       | Claude Simeoni                      | Marcel de Crescenzo                 |
| 1956      | Maurice Moucheraud                  | Orphée Meneghini                    | Gilbert Ribeyre                     |
| 1957      | Josef Garbacz                       | Alphonse Chiapolini                 | Jean Rabet                          |
| 1958      | Roger Verneau                       | Jacques Rebiffe                     | Georges Mergeay                     |

### Année 1921
Deux classements, à la suite d'une erreur de parcours.
Classement des coureurs ayant fait 15 km de plus :
| Année  | Vainqueur   | Deuxième       | Troisième  |
| ------ | ----------- | -------------- | ---------- |
| 1921 a | Marcel Huot | Georges Wambst | André Vugé |

Classement des coureurs ayant fait le parcours officiel :
| Année  | Vainqueur      | Deuxième      | Troisième       |
| ------ | -------------- | ------------- | --------------- |
| 1921 b | A. Desnoyelles | Henri Touzard | Georges Davoine |